# Osbornellus rubellus
Osbornellus rubellus är en insektsart som beskrevs av Delong 1941. Osbornellus rubellus ingår i släktet Osbornellus och familjen dvärgstritar. Inga underarter finns listade i Catalogue of Life.